# Bibio anposis
Bibio anposis är en tvåvingeart som beskrevs av Hardy 1968. Bibio anposis ingår i släktet Bibio och familjen hårmyggor. Inga underarter finns listade i Catalogue of Life.